# أندريس فالنسيا
أندريس فالنسيا (بالإسبانية: Andrés Valencia)‏ هو لاعب كرة قدم كولومبي في مركز الوسط، ولد في 15 يناير 1992 في كولومبيا. لعب مع رايو فايكانو ب.